# Brynsandbi
Brynsandbi (Andrena fulvida) är en biart som beskrevs av Schenck 1853. Det ingår i släktet sandbin och familjen grävbin. Inga underarter finns listade.

## Beskrivning
Arten är ett avlångt bi med övervägande svart grundfärg. Antennernas nederdel och bakkanterna på tergiterna har dock ljusa hår på sidorna, vingarna är mörkbruna, och bakskenbenen och -fötterna är brunaktiga till mörkbruna. I övrigt har tergiterna mycket kort, brunsvart till svart behåring. Honan har blekbrun behåring i ansiktet, gulbrun behåring på hjässan och huvudets sidor, medan hanen har blekbrun behåring på ansiktet och mellankroppens ryggsida. Pollenkorgen, den hårtufs honan har på vardera bakskenbenet som hjälpmedel för polleninsamling, är lång, tätvuxen och gulfärgad. Honan är 10 till 11 mm lång, hanen 9 till 10 mm.

## Ekologi
Brynsandbiet förekommer i habitat som gles skog, gärna barrskog, skogsbryn, skogsstigar, vägrenar, ängar, mossar, hedar och ruderatmark. Arten är polylektisk, den flyger till blommande växter från många olika familjer, som korgblommiga växter (lejonfibblor), ranunkelväxter (smörblommor), desmeknoppsväxter (olvonsläktet), rosväxter (hallonsläktet, rosor, älggrässläktet och fingerörter) samt brakvedsväxter (getaplar) Flygtiden varar från maj till juli.
Arten är solitär, honan sörjer själv för avkomman. Som alla sandbin gräver hon ut larvboet i marken, för denna art antas detta ske på öppna, soliga platser. Boet kan parasiteras av bryngökbi, som lägger sina ägg i boet, ett ägg i varje larvcell. Den resulterade larven dödar värdägget eller -larven, och lever av den insamlade födan.

## Utbredning
Utbredningsområdet sträcker sig från västra delen av den europeiska kontinenten till östligaste Ryssland, norrut från södra Norge, mellersta Sverige och södra Finland till mellersta Italien och Grekland.
I Sverige förekommer brynsandbiet i Götaland med undantag av Öland och Gotland, Svealand och Norrland norrut till Ångermanland. Arten är inte rödlistad i landet, utan svenska Artdatabanken klassificerar den som livskraftig. Arten är emellertid inte vanlig, även om utsträckningen söderut har ökat sedan början av 1990-talet, då sydgränsen gick vid Södermanland.
I Finland finns arten i södra halvan av landet, från Åland och sydkusten till Norra Österbotten i nordväst. Även i Finland är arten klassificerad som livskraftig.